# Geburtsvorbereitende Akupunktur
Die Geburtsvorbereitende Akupunktur ist eine Anwendungsform der Akupunktur, die bei Frauen in der Schwangerschaft eingesetzt wird, um Schwangerschaftsbeschwerden zu lindern die Geburt zu erleichtern. Aufgrund der methodisch mangelhaften Studien bewertet der IGeL-Monitor der Nutzen als „unklar“. Ein Cochrane-Review von 2017 sieht keine überzeugenden Evidenzen dafür, dass Akupunktur (oder Akupressur) die Notwendigkeit eines Kaiserschnitts verringert. Um einen eindeutigen Effekt bei der Muttermundreifung zu bewerten, seien methodisch besser konzipierte Studien erforderlich.